# Диптерикс пахучий
Диптерикс пахучий (Dipteryx odorata) — деревна рослина, що росте в тропіках Південної Америки, особливо в Болівії, Бразилії, Гаяні, Перу і Венесуелі; вид роду диптерикс (Dipteryx) родини бобові.

## Біологія дерева
Дерево виростає до 25-30 метрів, зі стовбуром до одного метра в діаметрі. Кора дерева гладка і сіра, тоді як деревина червона. Дерево має перисті листя з трьома-шістьма листочками, шкірясті, глянцеві і темно-зелені, а також рожеві квітки. Кожен розвинений плід містить одне насіння. Диптерикс пахучий запилюється комахами. Найстрашніші шкідники — кажани, тому що вони їдять м'ясисту м'якоть плодів. Деякі відомі гриби можуть викликати проблеми: Anthostomella abdita, Diatrype ruficarnis, Macrophoma calvuligera і Myiocopron cubense.
Радіовуглецеве датування пнів дерева, залишених Ніро Хігучі, Джеффрі Чемберсом і Джошуа Шимелем під час Великої лісозаготівельної операції поблизу Манауса, показало, що це один з приблизно 100 видів дерев, які безумовно живуть більше 1000 років. До їх дослідження вважалося малоймовірним, що будь-яке Амазонське дерево може дожити до старості через умови тропічного лісу.

## Використання

### Боби тонка
Усередині плоду диптерикса пахучого знаходиться одне чорне зморшкувате насіння довжиною 3-4 см і шириною 1 см. Це насіння має приємний аромат, що нагадує ваніль, мигдаль, корицю і гвоздику і продаються під назвами Боби тонка, кумаруна, сумбару, саррапіа, тагуа.
Часте застосування цих бобів при виготовленні чоловічої парфумерії викликано приписуваним їм гіпнотично еротизуючої дією. Ними ароматизують люльковий тютюн, свіжу стружку використовують як пахощі.
У Південній Америці вважають, що рослина володіє магічною і цілющою силою, а талісмани з неї приносить удачу, захищає від хвороб і виконує бажання.
Через схожість до ванілі смаку боби, а також вміст в них кумарину застосовують як дешевий замінник справжньої ванілі під назвою «мексиканська ваніль». У дуже малих кількостях тонка додають у вигляді приправи до десертів, основним компонентом яких часто є мак або кокос, ними приправляють кекси і пироги. Для десертів на основі вершків або молока боби заварюють близько 10 хвилин, щоб вони віддали свій аромат, причому їх можна заварювати до 10 разів. Додають тонка і в ром. Згідно з останніми дослідженнями, кумарин, що міститься в бобах тонка, робить істотний вплив на ракові клітини (при захворюванні на рак легенів), пригнічуючи їх життєдіяльність. Кумарин використовується і в кардіології, так як є антикоагулянтом, проте у великих дозах ця речовина може бути причиною смерті. Знаходить застосування також як серцевий стимулятор, хоча повинен застосовуватися з обережністю. Більшість бобів, що продаються на ринку, вже пройшли первісну спиртову екстракцію. Вміст кумарину і ароматичних речовин в них нижче, ніж у висушених, вартість, яких — помітно вища.

### Деревина
Деревина цього дерева використовується під назвою кумару. Мають поширення також такі назви: кумару вердадейро, муймапаже, тонка, шихуахуако, висгуэро.
Має красиву текстуру, обумовлену складним малюнком волокон, деревина кумару позбавлена видимих річних кілець. Володіє виразним запахом. Її щільність становить 900—1150 кг/м3. Ядрова деревина пофарбована в однорідний сірувато-коричневий колір, без смуг, заболонь має кремове забарвлення.

## Вирощування
Сьогодні основними виробниками бобів тонка є Венесуела та Нігерія. Дерево Кумару — це емерджентна рослина, що вимагає світла, росте на бідних, добре дренованих ґрунтах. Найкраще зростає на родючих ґрунтах, багатих гумусом. У рідному регіоні середня річна температура становить 25 °C і випадає близько 2000 мм опадів на рік з сухим сезоном з червня по листопад. У системах виробництва насіння щільність рослин вище, а дерева старше, ніж в системах виробництва деревини. Дерево цвіте з березня по травень, а плоди дозрівають з червня по липень. Свіжі плоди збирають в червні і липні, а опалі стручки збирають з січня по березень, іноді раніше. Тверду зовнішню оболонку видаляють, а боби розкладають на 2-3 дні для просушування, після чого їх можна продавати. Основним виробником є Венесуела, за нею йдуть Бразилія та Колумбія. Найбільш важливою країною-імпортером є Сполучені Штати, де дерево використовується в тютюновій промисловості.

## Соціальні аспекти
Цей вид добре відомий на місцевому рівні і приносить важливий дохід сільським сім'ям, особливо в якості буфера у важкі часи. Він використовується для виробництва деревини та нетканих матеріалів, тому вкрай важливо, щоб використання цього ресурсу відбувалося стійким чином. Врожайність бобів з одного дерева становить близько 1,0-3,5 кг на рік, але дерева Кумару виробляють великий обсяг насіння кожні чотири роки.